# Боевой киносборник № 7
«Боевой киносборник № 7» — седьмой фильм серии из тринадцати боевых киносборников, вышедших в годы Великой Отечественной войны. Снимался на московской киностудии «Союздетфильм» в дни наступления немецких войск на Москву. Киносборник выпущен на экраны 5 декабря 1941 года.

## Сюжет
Боевой киносборник состоит из шести новелл, объединённых интермедиями с участием Швейка, оказавшегося в немецком концлагере. Новеллы рассказывают о борьбе с немецкими оккупантами. В конце комендант концлагеря приказывает расстрелять Иосифа Швейка — однако пули, изготовленные для немцев чешскими патриотами, не берут весёлого солдата.

### Ровно в семь
Режиссёры: Александр Роу, Альберт Гендельштейн

Чешские патриоты разместили в Праге подпольную радиостанцию.

### Эликсир бодрости
Режиссёр: Сергей Юткевич

Трусливые немецкие солдаты только пьяными способны идти в атаку.

### Приёмщик катастроф
Режиссёры: Леонид Альцев, Рафаил Перельштейн

Французские рабочие выпускают для немцев бракованные самолёты.

### Самый храбрый
Режиссёр: Климентий Минц

Немецкий солдат искренне желает Гитлеру оказаться рядом с ним, когда под ногами разорвётся снаряд.

### Настоящий патриот
Режиссёр: Климентий Минц

Рассказ о чешском солдате, который с радостью выполняет свои обязанности по захоронению немцев.

### Белая ворона
Режиссёр: Сергей Юткевич

Немецкий офицер обирает голландцев под видом защиты их культурного наследия от бомбардировок. Новелла снята по рассказу Льва Никулина «Белая ворона»

## В ролях
- Эраст Гарин — немецкий солдат в новелле «Эликсир храбрости»
- Николай Охлопков
- Михаил Яншин — в новелле «Приёмщик катастроф»
- Надежда Борская
- Владимир Владиславский — немецкий офицер в новелле «Эликсир храбрости»
- Георге Георгиу
- Константин Зубов — полковник Шлихтер в новелле «Приёмщик катастроф»
- Иван Любезнов — Отто Шульц в новелле «Самый храбрый»
- Сергей Мартинсон — Гитлер в новелле «Самый храбрый»
- Александр Михайлов
- Павел Оленев — Карел, солдат-чех в новелле «Настоящий патриот»
- Николай Плотников
- Владимир Попов
- Владимир Канцель — Швейк
- Нина Зорская — подпольщица

## Съёмочная группа
- Автор сценария: Николай Эрдман, Д. Ерёмин, Иосиф Маневич, Климентий Минц, Евгений Помещиков, Николай Рожков, Алексей Сазонов, Михаил Витухновский, Михаил Вольпин
- Режиссёр: Юткевич, Сергей Иосифович
- Оператор: Грайр Грабиян, Жозеф Мартов
- Художник: Сергей Козловский